# 福尔克·维辛
福尔克·维辛（德語：Volker Wissing，1970年4月22日—），德国政治家、律师。
2021年至2025年间，维辛担任总理奥拉夫·朔尔茨政府联邦数字化和交通部长。在2024年德国政府危机中，维辛于11月7日宣布退出自由民主党，并接替辞职的马尔科·布施曼担任联邦司法部长
。

## 早年生活和教育
维辛1970年出生于德国兰道，曾在薩爾蘭大學学习法律并取得法律学位，在进入政坛之前曾担任一段时间法官。